# Schloss Ludwigsthal

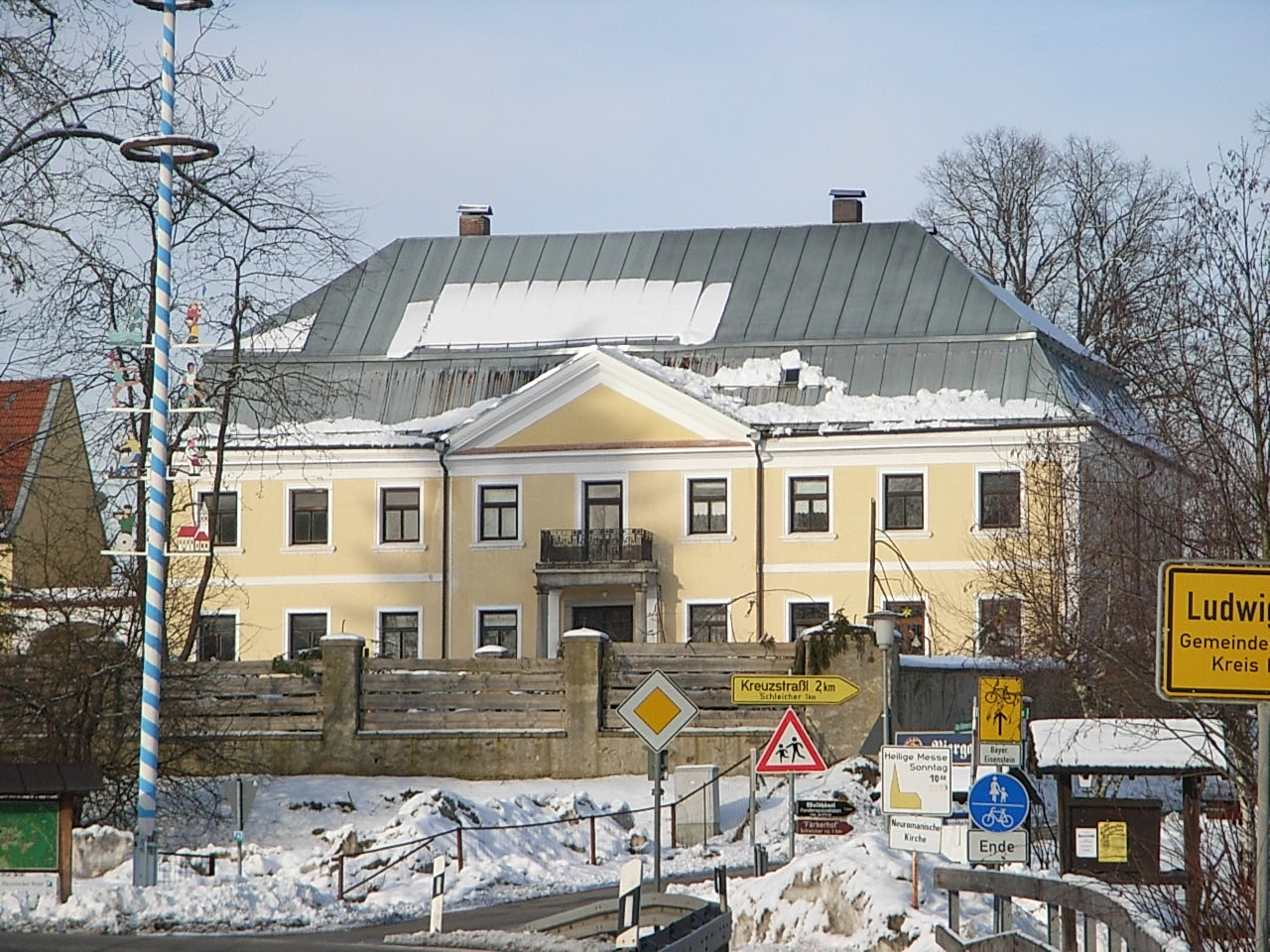
Schloss Ludwigsthal (2008) vor der Renovierung

Das Schloss Ludwigsthal ist ein denkmalgeschütztes (Aktennummer D-2-76-130-11) Schloss in Ludwigsthal, einem Gemeindeteil der niederbayerischen Gemeinde Lindberg im Landkreis Regen. Es liegt direkt an der B11 zwischen Zwiesel und Bayerisch Eisenstein am Nationalpark Bayerischer Wald.

## Beschreibung
Das Herrenhaus der ehemaligen Spiegelglasschleife ist eine Dreiflügelanlage mit einem Mansardwalmdach über einen L-förmigem Grundriss. Die repräsentative Südfront besitzt einen übergiebelten Mittelrisalit und einen Säulenvorbau von 1830. Zu dem Schloss gehört der westlich angrenzende zweiflügelige Wirtschaftshof, im östlichen Flügel war die ehemalige Schmiede untergebracht. Die südlich des Schlossgartens gelegene Glashütte wurde 1981 geschlossen und ist 2006 eingestürzt, danach wurde sie abgerissen. Ebenso gehörte dazu eine Reihe von Arbeiter-Wohnhäusern, die teilweise noch in der benachbarten Schleicherstraße stehen. Beachtenswert ist auch die ehemalige Hofmauer aus Bruchsteinen. Über der Türe des Schlosses Ludwigsthal ist das Monogramm „1830 GCA“ angebracht, das an den Erbauer Georg Christoph Abele erinnert.

## Geschichte
Erbauer der Schleife um 1826 und des Schlosses ab 1830 war der böhmische Spiegelglasfabrikant Georg Christian Abele, der sein Werk zu Ehren des jungen Königs Ludwig I. als Ludwigsthal benannte. Die Pläne für den klassizistischen Bau erstellte der Prager Hofbaumeister von Zobel. Die Vorfahren der Abeles waren französische Emigranten, sie kamen als Hugenotten um 1730 nach Deutschland und gründeten im Böhmerwald sehr erfolgreich mehrere Glashütten. Nach dem Tod von Georg Abele († 1833) erbten die drei minderjährigen Söhne Christoph, Wilhelm und Ferdinand die Glashütte. Nachdem Christoph Abele volljährig war, übernahm er die Führung des Betriebes. Später leitete Ferdinand den Betrieb in Ludwigsthal und Wilhelm in Deffernik. Aufgrund ihrer Unerfahrenheit kam das Werk in rote Zahlen. Zuerst lieh ihnen der Schwiegervater von Ferdinand, der böhmische Großgrundbesitzer Veith, Geld, bis sie schließlich total überschuldet waren. Als er selbst in Geldschwierigkeiten kam, forderte er sein Geld zurück und in der Folge brach der Abelesche Konzern in sich zusammen. 1844 konnte Wilhelm Abele mit dem Geld seiner zweiten Ehefrau Elisabeth Freiherrin von Hafenbrädl Ludwigsthal kaufen. Wilhelm verstarb 1851 und hinterließ fünf Kinder. Seine Witwe 1855 heiratete den Frauenhelden Hans von Streber; die Beziehung war nicht glücklich, denn bereits ein Jahr nach der Heirat verstarb sie durch Suizid. Der nunmehrige Witwer Streber heiratete 1857 die Schwester seiner ersten Ehefrau Franziska von Hafenbrädl, die bereits vorher auf Schloss Ludwigsthal gelebt hatte. Diese war neun Jahre älter als Streber, aber vermögend. Dennoch kam es wieder zur Insolvenz. Nach dem Verlust aller Güter und dem Verkauf von Altbrunst zogen sich die Abeles in ein Haus in Böhmisch Eisenstein zurück, in dem als letztes Familienmitglied der altösterreichische Fregattenkapitän Rudolf  Abele (1876–1955) bis zu seiner Vertreibung 1946 wohnte.
1861 wurde das Glashüttengut versteigert. Benedikt II. von Poschinger erwarb das Gut, verkaufte es aber im gleichen Jahr an den Zwieseler Metzger Josef Pauli; im Besitz dieser Familie ist das Schloss auch heute noch. Eine Besonderheit für Ludwigsthal war das Jahr 1876, damals bewohnte der bereits offenkundig geisteskranke Wittelsbacher Prinz Otto für 13 Wochen das Schloss. 1916 wurde das Schloss nach einem Brand zu Arbeiterwohnungen umgebaut. 1946 wurde der prunkvolle Spiegelsaal abgeteilt und Heimatvertriebene aus Böhmen wurden dort einquartiert. 1981 schloss die Glashütte und verfiel. Unter der Schneelast des Winters 2006 stürzte sogar das Dach des Werksgebäudes ein, das daraufhin abgerissen wurde.
Seit dem 1. Januar 2008 hat der Verein „Pro Nationalpark Zwiesel“ das Schloss gepachtet und eine umfassende Renovierung durchgeführt. 2013 fand hier die feierliche Eröffnung als „Zentrum für Umweltbildung“ statt. Neben Angeboten zur Umweltbildung wird das Schloss auch für Hochzeiten angeboten.